# Columbus (Georgie)
Columbus je město v Muscogee County, v Georgii, ve Spojených státech amerických. V roce 2011 žilo ve městě 194 107 obyvatel.

## Demografie
Podle sčítání lidí v roce 2010 žilo ve městě 189 885 obyvatel, 72 124 domácností a 47 686 rodin. V roce 2011 žilo ve městě 90 427 mužů (48,6%), a 95 461 žen (51,4%). Průměrný věk obyvatele je 33 let.

## RC cola
V roce 1905 zde lékárník Claud A. Hatcher začal prodávat své nápoje pod značkou Royal Crown (RC), mezi které patří třetí nejpopulárnější kolový nápoj na světě - RC Cola.

## Slavní rodáci
- Ma Rainey (1886–1939), americká bluesová zpěvačka
- Carson McCullersová (1917–1967), americká spisovatelka a básnířka
- David Walker (1944–2001), americký astronaut
- Robert Cray (* 1953), americký bluesový kytarista a zpěvák
- Wayne Brady (* 1972), americký herec, scenárista, dabér a zpěvák

## Partnerská města
- Bistrița, Rumunsko
- Kiryū, Japonsko
- Tchaj-čung, Čína
- Zugdidi, Gruzie